# Dänische Besitzungen an der Goldküste

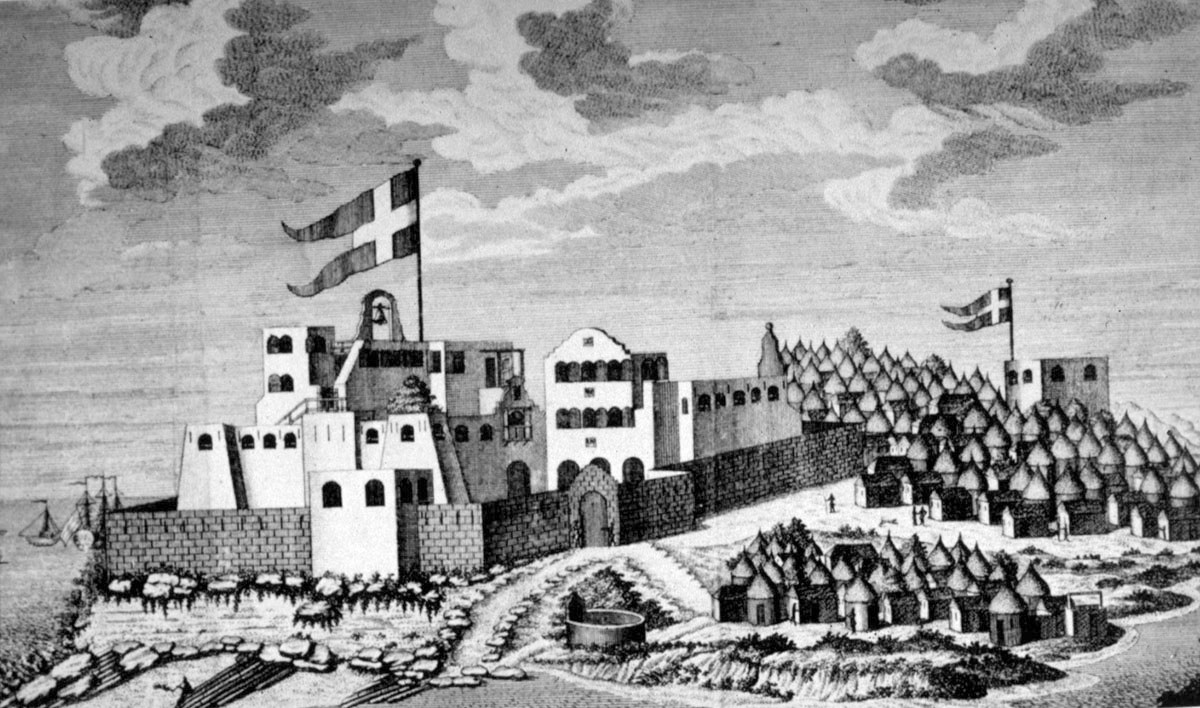
Die Festung Christiansborg bei Accra war Sitz der schwedischen, dänischen und britischen Gouverneure und ist noch heute Sitz der Regierung Ghanas

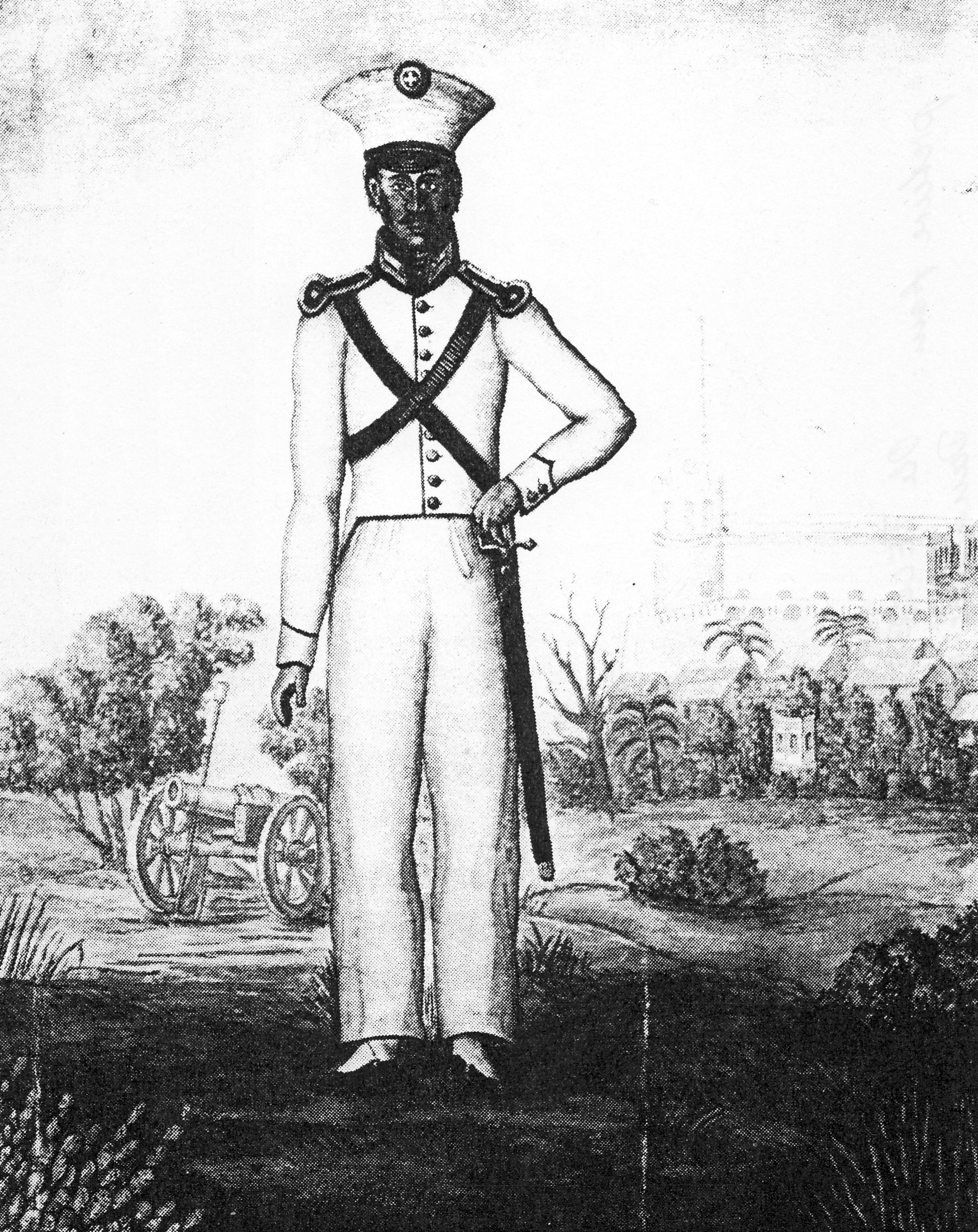
Mulatten-Konstabler der dänisch-guineischen Artillerie

Dänische Niederlassungen an der früher als Goldküste bezeichneten Küste des heutigen Ghana bestanden von 1658 bis 1850. Bei den dänischen Besitzungen handelte es sich jedoch vorwiegend um Forts und Handelsfaktoreien, so dass die Dänische Goldküste keine Kolonie im eigentlichen Sinne darstellte.

## Geschichte
Im Rahmen des Zweiten Nordischen Krieges führten auch Dänemark und Schweden ab 1657 wieder Krieg gegeneinander. Ab 1658 eroberten die Dänen in Westafrika allmählich alle Schwedischen Besitzungen an der Goldküste, die Schweden selbst erst 1650 von Portugiesen und Niederländern erworben hatte. Als letzte schwedische Festung fiel Fort Carolusborg (heute Cape Coast Castle) in dänische Hände, das aber schon 1664 an die Engländer verloren ging. 
Für den Sklavenhandel zwischen ihren Besitzungen in Westafrika, Europa und der Karibik wurde 1671 die Dänische Westindien-Kompanie gegründet, 1750 wurden alle dänischen Besitzungen der Kompanie an der Goldküste in eine dänische Kronkolonie umgewandelt. Hauptort war – wie schon unter schwedischer Herrschaft – Fort Christiansborg in der heutigen ghanaischen Hauptstadt Accra. Im Rahmen des Kampfes Großbritanniens gegen die russisch-dänische Politik der bewaffneten Neutralität wurde die Kolonie 1782–1785 von den Briten besetzt.
Nach dem Dekret von 1792, das Dänemarks Beteiligung am atlantischen Sklavenhandel beendete (umgesetzt 1803), wurde der Zweck ihrer Forts an der Guineaküste unklar. Vorher dienten diese Außenposten ausschließlich dem Sklavenhandel, ohne nennenswerte Auswirkungen über vereinzelte Handelsaktivitäten hinaus. Die kolonialen Planer erkannten angesichts ihrer begrenzten Kenntnisse der umliegenden Gebiete (wie die Nachfrage nach detaillierten Informationen zeigt) die Notwendigkeit, sich in einer neuen Landschaft zurechtzufinden. Diese Veränderung fiel mit dem Bestreben zusammen, Plantagenkolonien in Afrika zu errichten, um tropische Güter wie Zucker und Kaffee zu produzieren.
Es gab Debatten über die geeignetsten Standorte für diese neuen landwirtschaftlichen Unternehmungen. Die fruchtbare Region des Volta-Flusses und die Akuapem-Hügel kristallisierten sich als Favoriten heraus, und der Rat der Guineaküste widersetzte sich sogar Anordnungen zur Schließung von Außenposten aus Furcht vor negativen Folgen für Handel und Sicherheit. Die Kommission bevorzugte schließlich die Voltaregion für die Plantagen, hob aber 1799 den Schließungsbefehl wieder auf. Dieses Hin und Her verdeutlicht die anhaltende Unsicherheit über die Zukunft der Forts und die Herausforderungen, vor denen Dänemark bei der Anpassung seiner Kolonialstrategie nach der Abschaffung des Sklavenhandels stand.
Interne Differenzen innerhalb der dänischen Verwaltung erschwerten die Zukunft der Forts zusätzlich. Gutachten von Peter Thonning und Gouverneur Wrisberg zeigten gegensätzliche Ansichten über Plantagenprojekte im Landesinneren und an der Küste. Der Küstenrat schlug sogar vor, den Sklavenhandel vorübergehend fortzusetzen, um die Gründung dieser Unternehmen zu erleichtern. Dies spiegelt die Herausforderungen wider, mit denen Dänemark konfrontiert war: begrenzte geographische Kenntnisse, interne Meinungsverschiedenheiten über die Strategie und die Auswirkungen der Napoleonischen Kriege, die die kolonialen Bemühungen weiter behinderten.
Nach den Napoleonischen Kriegen konzentrierte sich Peter Thonning auf Kosteneinsparungen und schlug neue Befestigungen im Landesinneren vor. Diese Verschiebung spiegelt die anhaltenden Schwierigkeiten Dänemarks wider, seine Kolonialstrategie ohne den Sklavenhandel anzupassen. Persönlichkeiten wie Thonning stellten sich Plantagen im Landesinneren vor, die gute Beziehungen zu mächtigen afrikanischen Staaten wie Asante erforderten. Andere befürworteten jedoch eine begrenztere Rolle der Forts, die sich auf Handel und Verteidigung konzentrierte.
Die Guinea-Kommission unter Thonning erkundete Kolonien im Landesinneren, konnte aber die kostenbewusste dänische Regierung letztlich nicht überzeugen. König Christian VIII. versuchte sogar, die Forts komplett zu verkaufen [66]. Die Ankunft von Gouverneur Carstensen 1842 ließ kurzzeitig das Interesse an einer aktiveren Kolonialpolitik aufleben, mit Plantagen in Akuapem und jährlichen Besuchen von Kriegsschiffen zur Machtprojektion. Die nachlassende Begeisterung Dänemarks für den Kolonialismus und finanzielle Engpässe führten jedoch schließlich 1850 zum Verkauf der Forts an Großbritannien, was das Ende der kolonialen Ambitionen in Afrika bedeutete. Diese Periode offenbart die internen Kämpfe innerhalb der dänischen Verwaltung und die unerfüllten Ambitionen, die Dänemarks kurzes Abenteuer im afrikanischen Kolonialismus kennzeichneten.

## Die Festungen und sonstigen Stützpunkte im Lauf der Zeit im Einzelnen
(Die 1850 an Großbritannien abgetretenen letzten Besitzungen sind gelb markiert)
| Ort              | Festung             | Gründung (Eroberung) | Aufgabe (Verkauf) | Kommentare                                                                            |
| Accra            | Fort Christiansborg | 1658                 | 1850              | vor 1658 schwedisch, 1680–1682 portugiesisch besetzt, 1850 an Großbritannien verkauft |
| Ada              | Fort Kongensteen    | 1784                 | 1850              | 1850 an Großbritannien verkauft                                                       |
| Amanful          | Fort Frederiksborg  | 1658                 | 1685              | nach 1685 englisch                                                                    |
| Anomabu          | Fort William        | 1658                 | 1674              | vor 1658 schwedisch, nach 1674 englisch                                               |
| Cape Coast       | Fort Carolusborg    | 1659                 | 1661              | vor 1659 schwedisch, 1661 niederländisch                                              |
| Cong             | Cong Heights        | 1659                 | 1661              | vor 1659 niederländisch, 1661 von Niederländern zerstört                              |
| Keta             | Fort Prinzenstein   | 1784                 | 1850              | vor 1780 niederländisch, 1850 an Großbritannien verkauft                              |
| Old Ningo        | Fort Fredensborg    | 1734                 | 1850              | 1850 an Großbritannien verkauft                                                       |
| Sekondi-Takoradi | Fort Witsen         | 1658                 | 1659              | vor 1658 schwedisch, 1659 aufgegeben                                                  |
| Teshie           | Fort Augustaborg    | 1787                 | 1850              | 1850 an Großbritannien verkauft                                                       |

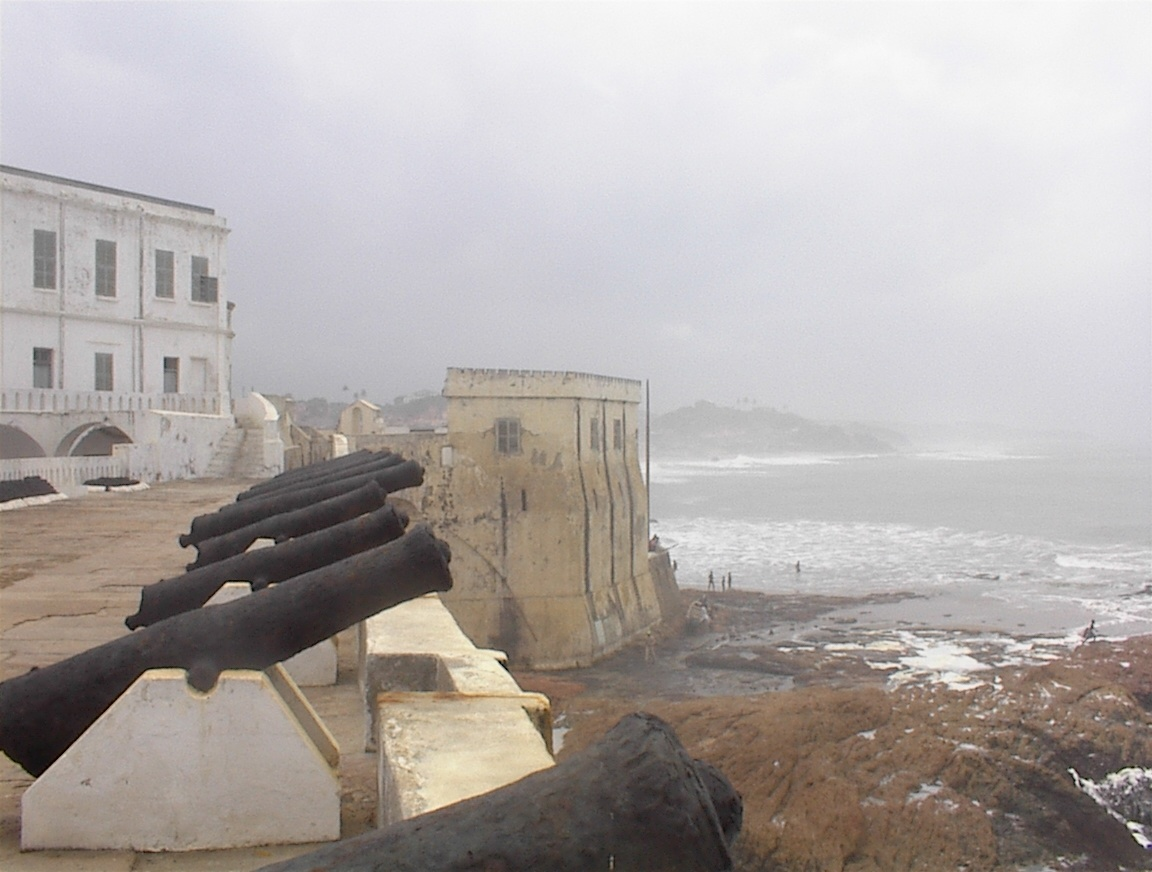
Reste des Forts Carolusborg bei Cape Coast
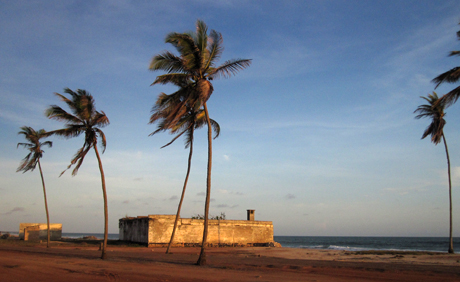
Reste des Forts Kongensteen bei Ada Foah
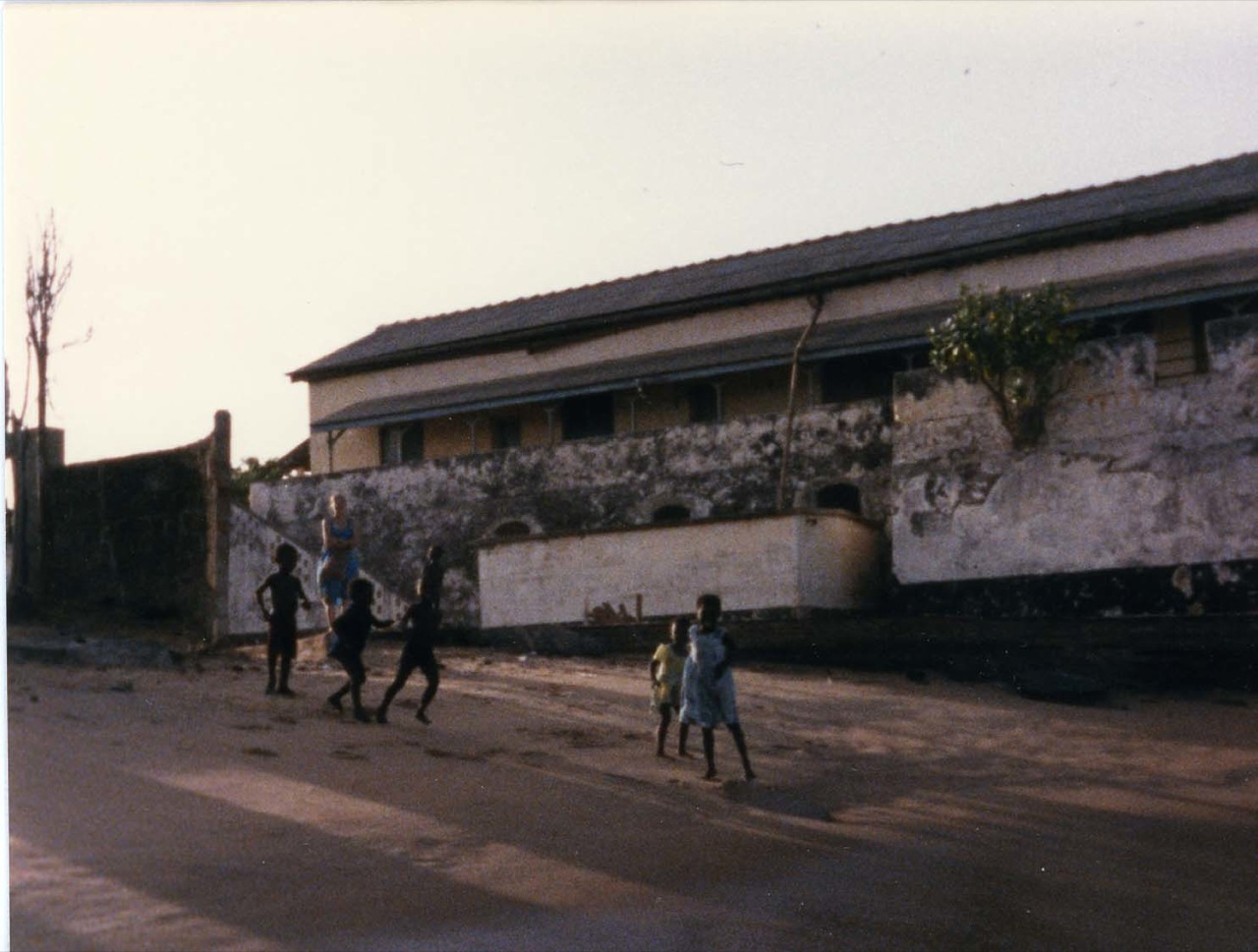
Reste des Forts Prinzenstein bei Keta